# Организация Тодта
Организация Тодта (нем. Organisation Todt) — военно-строительная организация, действовавшая во времена нацистской Германии. Организация названа Адольфом Гитлером по имени возглавившего её Фрица Тодта с 18 июля 1938 года.

## История
В последние годы перед Второй мировой войной правящей верхушке Германии стало ясно, что существует острая необходимость в новых методах организации строительства для нужд вооружённых сил: необходимость максимального использования механизации, новых методов организации работ, концентрации при необходимости большого количества людей и средств. Примером такой организации послужил уже имевшийся в те годы опыт строительства автобанов. Сосредоточение большого количества рабочей силы на наиболее важных участках требовало особых мероприятий по размещению рабочих. Требовалось решить вопросы трудового права, заработной платы, расценок на работы. Все эти новшества были разработаны и осуществлены под непосредственным руководством генерал-инспектора путей сообщения Германии Фрица Тодта.

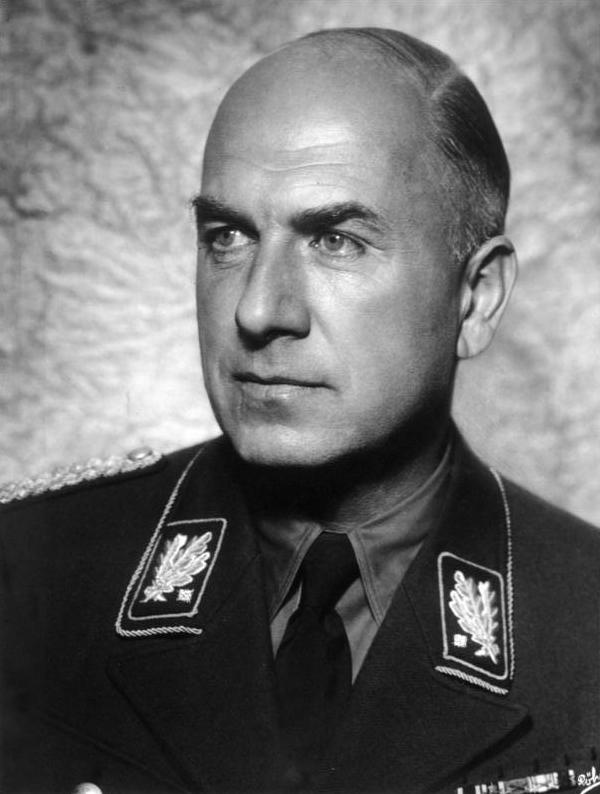
Фриц Тодт

28 мая 1938 года Гитлер поставил задачу строительства Западного вала по западной границе нацистской Германии от Люксембурга на севере до Швейцарии на юге. К строительству было привлечено около тысячи фирм, которые были объединены Фрицем Тодтом в 22 строительных управления (нем. Oberbauleitungen). 18 июля 1938 года Гитлер назвал эти управления Организацией Тодта (нем. Organisation Todt). Организация работ стремительно набирала обороты и в конце ноября 1938 года на строительстве уже трудилось 340 тысяч человек, непосредственно входящих в Организацию Тодта, кроме того, были привлечены 90 тыс. человек из состава инженерно-строительных частей и 300 рот Имперской трудовой службы.
Штаб организации Тодта (нем. ОТ-Zentrale) находился в Висбадене.
Все строительные мероприятия организации Тодта проводились на основании подрядов на строительство и поставку, заключавшихся между генерал-инспектором и фирмами.

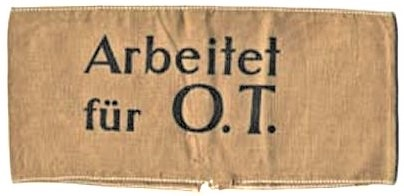
Нарукавная повязка для работников Организации Тодта

С началом войны организация Тодта видоизменилась. Возникла необходимость использовать строительные части за пределами территории Германии, в непосредственной близости от театра военных действий. Поскольку фронтовые соединения организации Тодта были моторизированы, то они могли двигаться непосредственно за продвигающимися войсками. При штабе каждой армии было создано главное строительное управление, куда входило некоторое количество строительных отрядов. Отряды использовались на восстановлении шоссейных и железнодорожных мостов, полотна автомобильных и железных дорог. Строительные отряды формировались фирмами и в большинстве случаев носили их названия, руководили этими отрядами инженеры строительных фирм.
На первом этапе работники организации Тодта не имели своей специальной формы и носили в основном гражданскую одежду. Но работать в гражданской одежде в районе боевых действий оказалось невозможным. В связи с этим из запасов бывшей чехословацкой армии всем рабочим была выдана форма оливкового цвета, значительно отличавшаяся от обычной немецкой военной формы цвета «фельдграу». Ношение такой формы также вызывало трудности, так как имели место случаи, когда солдаты и офицеры вермахта принимали рабочих за вражеских солдат и обстреливали или брали в плен. Со временем к этой форме была введена нарукавная повязка со свастикой.

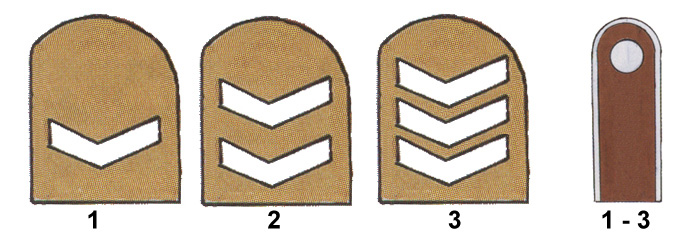
Нарукавные нашивки и погон: рабочий (1) мастер (2) старший мастер (3)

Сформированные первоначально как военизированные строительные формирования, командный состав которых имел право на ношение личного оружия. После начала войны немецкий личный состав начали вооружать винтовками и пистолетами, до ноября 1942 года части организации Тодта обладали статусом вспомогательных подразделений Вермахта, в ноябре 1942 года немецкий личный состав был полностью приравнен по статусу к военнослужащим вермахта, весной 1944 года тот же статус получил весь остальной личный состав (лица, не являвшиеся немцами).
После начала войны в организации Тодта использовалась захваченная немецкими войсками автомобильная техника иностранного производства (в частности, уже летом 1941 года начали использовать советские автомашины).
После капитуляции Италии в сентябре 1943 года немецкое военное командование передало в распоряжение организации Тодт часть трофейных итальянских танкеток L3 (захваченных в результате разоружения итальянских частей).
Как минимум с начала 1942 г. место немцев в организации все чаще занимали военнопленные и подневольные рабочие из оккупированных стран. Иностранных граждан и военнопленных в ОТ часто называли Fremdarbeiter («иностранными рабочими»). В 1943 и 1944 годах к рабочим ОТ добавились заключённые, в том числе и узники концлагерей. С осени 1944 г. в специальные части ОТ было набрано от 10 до 20 тысяч мишлингов и лиц, состоящих в браке с евреями.